# 91-ша бригада управління (РФ)
91-ша Келецька орденів Олександра Невського і Червоної Зірки бригада управління — формування Військ зв'язку Збройних сил Російської Федерації. Бригада дислокується у селищі Кряж, міста Самара.
Умовне найменування — Військова частина № 59292 (в/ч 59292). Скорочене найменування — 91 бру.
З'єднання знаходиться в складі 2-ї гвардійської загальновійськової армії Центрального військового округу.

## Історія
Бригада веде свою історію від 125-го окремого полку зв'язку, сформованого в складі 3-ї гвардійської армії 12 липня 1942 року у Сталінградської області. За німецько-радянської війни полк брав участь у Сталінградській битві, наступальних операціях від річки Сіверський Донець до річки Дніпро, у ліквідації німецького плацдарму на правому березі річки Дніпро та у взятті міста Нікополь, у боях від річки Дон до річки Північний Донець, у завоюванні Західної України та Польщі з виходом на річку Вісла, у розширенні Сандомирського плацдарму на річці Вісла з виходом на територію Німеччини до річки Одер, у взятті німецьких міст Форст, Котбус, Люббен, в розгромі угруповання на південний схід від міста Берлін, у взятті міст Дрезден, Альтенберг та звільнення Праги.
Восени 1945 року полк прибув до Куйбишева та понад 65 років розміщувався у колишніх казармах відомого 5-го гусарського Олександрійського полку на проспекті Масленникова. В кінці 1980-х полк носив найменування 191-ї окремої бригади зв'язку (в/ч 59292). Потім зв'язківці кілька років несли службу в селищі Рощинський, та у кінці 2016 року повернулися до Самари з дислокацією на території селища Кряж.